# Shapur III
Shapur III là vua nhà Sassanid nước Ba Tư đã trị vì từ năm 383 tới 388. Ông kế vị anh trai là Ardashir II vào năm 383. Shapur III là một vị vua nhu nhược.